# Loimos salpingoides
Loimos salpingoides är en plattmaskart. Loimos salpingoides ingår i släktet Loimos och familjen Loimoidae. Inga underarter finns listade i Catalogue of Life.